# Associazione Calcio Napoli 1962-1963
Questa voce raccoglie le informazioni riguardanti l'Associazione Calcio Napoli nelle competizioni ufficiali della stagione 1962-1963.

## Stagione
Nella stagione 1962-1963 il Napoli disputa il campionato di Serie A, il massimo torneo italiano assegna lo scudetto all'Inter con 49 punti, al secondo posto la Juventus con 45 punti, terzo il Milan con 43 punti. La squadra partenopea retrocede in Serie B con 27 punti, accompagnata dal Venezia con 22 punti e dal Palermo con 20 punti.
Dopo la vittoria della stagione scorsa nella Coppa Italia, l'argentino Bruno Pesaola fu confermato in panchina e affiancato da Eraldo Monzeglio: l'ex azzurro ricoprì la carica di direttore tecnico. La squadra partenopea ha esordito nelle competizioni europee, disputando la Coppa delle Coppe: eliminò il Bangor City (perdendo all'andata, vincendo al ritorno e aggiudicandosi lo spareggio) e l'Újpest, per poi uscire nei quarti di finale contro l'OFK Belgrado (anche in questo caso, disputò tre partite).
In campionato il Napoli esordì male, con tre sconfitte consecutive: vinse per la prima volta in trasferta il 27 gennaio 1963, alla 19ª giornata a San Siro contro il Milan. Costantemente relegato nei bassifondi della classifica, subì inoltre la sconfitta a tavolino in un delicato scontro salvezza contro il Modena e la squalifica del campo per gli incidenti provocati dalla tifoseria. Terminò il campionato al terzultimo posto, retrocedendo in B. Nel corso della stagione esordirono in maglia azzurra tre giocatori che negli anni a venire avrebbero legato i loro nomi alle vicende della squadra: il brasiliano Cané, Vincenzo Montefusco e Antonio Juliano. Breve anche il percorso in Coppa Italia, eliminato al primo turno (2-1) dal Messina.

## Divise
| Prima divisa | Seconda divisa | Divisa portiere | Seconda divisa (variante) | Seconda divisa (variante) | Seconda divisa (variante) |

## Organigramma societario
- Presidente: Alfonso Cuomo
- Allenatore: Bruno Pesaola
- Direttore tecnico: Eraldo Monzeglio

## Rosa
| N. |                   | Ruolo | Calciatore                  |
| -- | ----------------- | ----- | --------------------------- |
|    | Italia (bandiera) | P     | Pacifico Cuman              |
|    | Italia (bandiera) | P     | Walter Pontel               |
|    | Italia (bandiera) | D     | Mauro Gatti                 |
|    | Italia (bandiera) | D     | Dolo Mistone                |
|    | Italia (bandiera) | D     | Giovanni Molino             |
|    | Italia (bandiera) | D     | Pierluigi Ronzon (capitano) |
|    | Italia (bandiera) | D     | Gianfelice Schiavone        |
|    | Italia (bandiera) | C     | Achille Fraschini           |
|    | Italia (bandiera) | C     | Antonio Girardo             |
|    | Italia (bandiera) | C     | Antonio Juliano             |

| N. |                      | Ruolo | Calciatore          |
| -- | -------------------- | ----- | ------------------- |
|    | Italia (bandiera)    | C     | Amos Mariani        |
|    | Italia (bandiera)    | C     | Vincenzo Montefusco |
|    | Italia (bandiera)    | C     | Rosario Rivellino   |
|    | Argentina (bandiera) | C     | Humberto Rosa       |
|    | Italia (bandiera)    | C     | Ugo Tomeazzi        |
|    | Brasile (bandiera)   | A     | Cané                |
|    | Italia (bandiera)    | A     | Gianni Corelli      |
|    | Italia (bandiera)    | A     | Giovanni Fanello    |
|    | Italia (bandiera)    | A     | Glauco Gilardoni    |
|    | Argentina (bandiera) | A     | Juan Carlos Tacchi  |

## Calciomercato
| Acquisti | Acquisti      | Acquisti | Acquisti   |
| R.       | Nome          | da       | Modalità   |
| -------- | ------------- | -------- | ---------- |
| A        | Cané          | Olaria   | definitivo |
| D        | Dino Paolini  | Crotone  | definitivo |
| C        | Humberto Rosa | Juventus | definitivo |

| Cessioni | Cessioni     | Cessioni | Cessioni   |
| R.       | Nome         | a        | Modalità   |
| -------- | ------------ | -------- | ---------- |
| C        | Luigi Simoni | Mantova  | definitivo |
| C        | Luigi Bodi   | Novara   | definitivo |

## Risultati

### Serie A

#### Girone di andata
| Arbitro: | Jonni (Macerata) |

|                                 |           |  |
| Menichelli 56’ Jonsson 64’, 87’ | Marcatori |  |

| Arbitro: | Adami (Roma) |

|            |           |                                                   |
| Tacchi 20’ | Marcatori | 15’, 81’ Rivera 74’ Mora 76’ Barison 88’ Altafini |

| Arbitro: | Campanati (Milano) |

|                                               |           |             |
| Bui 21’ Fanello 59’ Micheli 71’, 72’ Gori 87’ | Marcatori | 23’ Corelli |

| Arbitro: | Lo Bello (Siracusa) |

|            |           |  |
| Tacchi 67’ | Marcatori |  |

| Arbitro: | Francescon (Padova) |

|             |           |  |
| Maschio 80’ | Marcatori |  |

| Arbitro: | Roversi (Bologna) |

|                         |           |  |
| Fanello 40’ Mariani 56’ | Marcatori |  |

| Arbitro: | Angelini (Firenze) |

|                                |           |               |
| Sormani 15’ (rig.) Recagni 74’ | Marcatori | 89’ Fraschini |

| Arbitro: | Genel (Trieste) |

|                           |           |                 |
| Fanello 16’ Rosa 31’, 85’ | Marcatori | 45’, 61’ Prenna |

| Arbitro: | Roversi (Bologna) |

|             |           |  |
| Miranda 13’ | Marcatori |  |

| Arbitro: | Adami (Roma) |

|            |           |           |
| Raffin 63’ | Marcatori | 74’ Gatti |

| Arbitro: | D'Agostini (Roma) |

|            |           |  |
| Tacchi 23’ | Marcatori |  |

| Arbitro: | Sbardella (Roma) |

|                                 |           |  |
| Da Silva 25’ Brighenti 85’, 88’ | Marcatori |  |

| Arbitro: | Grignani (Milano) |

|                                   |           |  |
| Gatti 16’ Mariani 27’ Fanello 45’ | Marcatori |  |

| Arbitro: | Sebastio (Taranto) |

|                                                 |           |  |
| Cinesinho 7’ Pagliari 77’ Conti 80’ Bettini 84’ | Marcatori |  |

| Arbitro: | Di Tonno (Lecce) |

|                                               |           |                         |
| Perani 18’ (rig.) Nielsen 17’, 85’ Haller 75’ | Marcatori | 55’ Fanello 82’ Corelli |

| Arbitro: | Sbardella (Roma) |

|                    |           |                   |
| Fraschini 15’, 57’ | Marcatori | 38’, 41’ Hitchens |

| Arbitro: | Francescon (Padova) |

|                       |           |             |
| Rosa 6’ Fraschini 32’ | Marcatori | 68’ Nielsen |

#### Girone di ritorno
| Arbitro: | Campanati (Milano) |

|                                |           |                                |
| Corelli 70’, 73’ Fraschini 80’ | Marcatori | 26’, 48’ (rig.) 72’ Manfredini |

| Arbitro: | Adami (Roma) |

|  |           |             |
|  | Marcatori | 25’ Corelli |

| Arbitro: | Grignani (Milano) |

|                 |           |  |
| Corelli 8’, 40’ | Marcatori |  |

| Arbitro: | Genel (Trieste) |

|                                                 |           |                              |
| Pantaleoni 39’ Firmani 63’ (rig.) Giacomini 88’ | Marcatori | 76’ Montefusco 83’ Fraschini |

| Arbitro: | Francescon (Padova) |

|               |           |                                             |
| Fraschini 63’ | Marcatori | 6’, 9’, 59’ Di Giacomo 48’ Suarez 55’ Corso |

| Arbitro: | Gambarotta (Genova) |

|                                                    |           |                |
| Canella 9’ Petris 33’, 74’ Hamrin 70’ Marchesi 86’ | Marcatori | 77’ Montefusco |

| Napoli 3 marzo 1963 24ª giornata | Napoli             | 0 – 0 | Mantova | Stadio San Paolo\| Arbitro: \| Angelini (Firenze) \| |
| Arbitro:                         | Angelini (Firenze) |       |         |                                                      |

| Arbitro: | Sbardella (Roma) |

|                 |           |  |
| Rambaldelli 70’ | Marcatori |  |

| Napoli 17 marzo 1963 26ª giornata | Napoli       | 0 – 0 | Juventus | Stadio San Paolo\| Arbitro: \| Adami (Roma) \| |
| Arbitro:                          | Adami (Roma) |       |          |                                                |

| Arbitro: | Campanati (Milano) |

|             |           |  |
| Fanello 43’ | Marcatori |  |

| Vicenza 7 aprile 1963 28ª giornata | Lanerossi Vicenza | 0 – 0 | Napoli | Stadio Romeo Menti\| Arbitro: \| Grignani (Milano) \| |
| Arbitro:                           | Grignani (Milano) |       |        |                                                       |

| Arbitro: | Adami (Roma) |

|  |           |                              |
|  | Marcatori | 38’ Cucchiaroni 74’ Da Silva |

| Arbitro: | D'Agostini (Roma) |

|               |           |               |
| Borjesson 59’ | Marcatori | 75’ Fraschini |

| Arbitro: | Campanati (Milano) |

|  |           |                         |
|  | Marcatori | 25’ Pagliari 63’ Brulls |

| Bari 5 maggio 1963 32ª giornata | Napoli           | 0 – 0 | Bologna | Stadio della Vittoria\| Arbitro: \| Sbardella (Roma) \| |
| Arbitro:                        | Sbardella (Roma) |       |         |                                                         |

| Arbitro: | Lo Bello (Siracusa) |

|             |           |                    |
| Bearzot 32’ | Marcatori | 68’ (rig.) Corelli |

| Arbitro: | Adami (Roma) |

|                          |           |             |
| Da Costa 46’ Nielsen 82’ | Marcatori | 85’ Corelli |

### Coppa Italia
| Arbitro: | Angelini (Firenze) |

|                          |           |          |
| Brambilla 15’ Canuti 38’ | Marcatori | 72’ Rosa |

### Coppa delle Coppe
| Arbitro: | Martens |

|                              |           |  |
| Mattews 43’ Birch 52’ (rig.) | Marcatori |  |

| Arbitro: | Mellet |

|                                    |           |                |
| Mariani 29’ Tacchi 54’ Fanello 84’ | Marcatori | 71’ McAllister |

| Arbitro: | Holland |

|                |           |               |
| McAllister 70’ | Marcatori | 27’, 85’ Rosa |

| Arbitro: | Schiller |

|         |           |               |
| Bene 1’ | Marcatori | 60’ Fraschini |

| Arbitro: | Lentini |

|              |           |              |
| Tomeazzi 33’ | Marcatori | 36’ Solymosi |

| Arbitro: | Mellet |

|               |           |                                  |
| Kuharszki 52’ | Marcatori | 5’ Fanello 10’ Ronzon 34’ Tacchi |

| Arbitro: | Szolt |

|                         |           |  |
| Samardzic 78’ Popov 88’ | Marcatori |  |

| Arbitro: | Guissard |

|                                  |           |               |
| Cané 12’ Fanello 56’ Mariani 65’ | Marcatori | 43’ Samardzic |

| Arbitro: | Barberan |

|                                |           |          |
| Samardzic 19’, 83’ Mibaiev 51’ | Marcatori | 23’ Cané |

## Statistiche

### Statistiche di squadra
Statistiche aggiornate al 26 maggio 1963.
| Competizione      | Punti | In casa | In casa | In casa | In casa | In casa | In casa | In trasferta | In trasferta | In trasferta | In trasferta | In trasferta | In trasferta | Totale | Totale | Totale | Totale | Totale | Totale | DR  |
| Competizione      | Punti | G       | V       | N       | P       | Gf      | Gs      | G            | V            | N            | P            | Gf           | Gs           | G      | V      | N      | P      | Gf     | Gs     | DR  |
| ----------------- | ----- | ------- | ------- | ------- | ------- | ------- | ------- | ------------ | ------------ | ------------ | ------------ | ------------ | ------------ | ------ | ------ | ------ | ------ | ------ | ------ | --- |
| Serie A           | 27    | 17      | 8       | 5       | 4       | 22      | 21      | 17           | 1            | 4            | 12           | 13           | 36           | 34     | 9      | 9      | 16     | 35     | 59     | −24 |
| Coppa Italia      | -     | 0       | 0       | 0       | 0       | 0       | 0       | 1            | 0            | 0            | 1            | 1            | 2            | 1      | 0      | 0      | 1      | 1      | 2      | −1  |
| Coppa delle Coppe | -     | 5       | 3       | 1       | 1       | 10      | 7       | 3            | 0            | 1            | 2            | 1            | 5            | 8      | 3      | 3      | 2      | 14     | 13     | +1  |
| Totale            | -     | 22      | 11      | 6       | 5       | 32      | 28      | 21           | 1            | 5            | 15           | 15           | 43           | 43     | 12     | 12     | 19     | 50     | 74     | −24 |

### Statistiche dei giocatori
| Giocatore     | Serie A  | Serie A | Coppa Italia | Coppa Italia | Coppa delle Coppe | Coppa delle Coppe | Totale   | Totale |
| Giocatore     | Presenze | Reti    | Presenze     | Reti         | Presenze          | Reti              | Presenze | Reti   |
| ------------- | -------- | ------- | ------------ | ------------ | ----------------- | ----------------- | -------- | ------ |
| L. Bodi       | 0        | 0       | 0            | 0            | 1                 | 0                 | 1        | 0      |
| F. Cané       | 7        | 0       | 0            | 0            | 2                 | 2                 | 9        | 2      |
| G. Corelli    | 34       | 9       | 1            | 0            | 3                 | 0                 | 38       | 9      |
| P. Cuman      | 21       | -22     | 1            | -0           | 2                 | -3                | 24       | -25    |
| G. Fanello    | 22       | 6       | 1            | 0            | 6                 | 3                 | 29       | 9      |
| A. Fraschini  | 29       | 8       | 1            | 0            | 6                 | 1                 | 36       | 9      |
| M. Gatti      | 33       | 2       | 0            | 0            | 6                 | 0                 | 39       | 2      |
| G. Gilardoni  | 2        | 0       | 0            | 0            | 0                 | 0                 | 2        | 0      |
| A. Girardo    | 31       | 0       | 1            | 0            | 7                 | 0                 | 39       | 0      |
| A. Juliano    | 1        | 0       | 0            | 0            | 2                 | 0                 | 3        | 0      |
| A. Mariani    | 11       | 2       | 0            | 0            | 9                 | 2                 | 20       | 4      |
| D. Mistone    | 27       | 0       | 1            | 0            | 7                 | 0                 | 35       | 0      |
| G. Molino     | 27       | 0       | 1            | 0            | 8                 | 0                 | 36       | 0      |
| V. Montefusco | 4        | 2       | 0            | 0            | 1                 | 0                 | 5        | 2      |
| W. Pontel     | 13       | -37     | 1            | -2           | 7                 | -10               | 21       | -49    |
| R. Rivellino  | 16       | 0       | 1            | 0            | 8                 | 0                 | 25       | 0      |
| P. Ronzon     | 32       | 0       | 1            | 0            | 9                 | 1                 | 42       | 1      |
| H. Rosa       | 24       | 3       | 1            | 1            | 3                 | 2                 | 28       | 6      |
| G. Schiavone  | 1        | 0       | 0            | 0            | 0                 | 0                 | 1        | 0      |
| JC. Tacchi    | 30       | 3       | 1            | 0            | 5                 | 2                 | 36       | 5      |
| U. Tomeazzi   | 12       | 0       | 1            | 0            | 7                 | 1                 | 20       | 1      |